# تي في إس موتورز
تي في إس موتورز (بالإنجليزية: TVS Motors)‏ والمعروفة بإسم تي في إس، هي شركة هندية متعددة الجنسيات متخصصة في مجال تصنيع الدراجات النارية والمحركات والإطارات وإكسسوارات الدراجات النارية، وتعد ثالث أكبر شركة لتصنيع الدراجات النارية في الهند، حيث تقوم بتصدير دراجاتها لأكثر من 60 دولة حول العالم، حيث يقدر إنتاجها للمركبات بحوالي 4 ملايين دراجة نارية لتتخطى 3 ملايين وحدة وطاقة إنتاجية سنوية.